# Polycyrtus erythrosternus
Polycyrtus erythrosternus är en stekelart som beskrevs av Cameron 1886. Polycyrtus erythrosternus ingår i släktet Polycyrtus och familjen brokparasitsteklar. Inga underarter finns listade i Catalogue of Life.